# 燕型哨戒艇
燕型哨戒艇（チェビがたしょうかいてい、朝鮮語: 제비급 고속정、英: Chebi-class patrol vessels）は、大韓民国海軍の哨戒艇の艦級。

## 来歴
1970年6月、黄海において対北放送を行っていた韓国海軍の放送船が北朝鮮の哨戒艇によって拿捕される事件が発生した。この事態を受けて沿海域での作戦能力向上が焦眉の急となったことから、朴正煕大統領は高速艦艇の国内建造の推進を指示、海軍はまず同年7月29日に韓国科学技術研究院（KIST）と契約を締結して、30メートル級の高速艇の開発に着手した。
一方、1968年の青瓦台襲撃未遂事件を受けて、全国800万人の学生と20万人の教職員からの寄付によって3億8000万ウォンの愛国防衛基金が集まっていたが、1970年11月5日、朴大統領はこれを海軍の高速艇購入費用として割り当てた。大統領としては国外からの購入を考えていたが、海軍は自主開発を要望した。
上記のように、既にKISTは30メートル級高速艇の設計作業を抱えていたことから、こちらは海軍自身が設計することになり、1971年1月22日、海軍本部艦艇監室に造艦課を設立した。これによって開発された艇は1972年11月18日に進水し、「学生号」と命名された。そして同艇を元にした量産型として建造されたのが本型である。

## 設計
本型では「学生号」をもとに一部の設計を改訂しており、PK（Patrol Killer）と呼称された。
「学生号」の搭載兵装は70口径20mm単装機銃2基と5インチロケット弾6基程度だったのに対し、本型では船首甲板の20mm機関砲が56口径40mm単装機銃に変更された。初期型ではアメリカ製のMk.3マウントが用いられていたが、後期型では国産の動力式マウントに変更された。

## 運用史
1975年から1978年にかけて25隻が建造され、朝鮮半島沿岸に浸透する北朝鮮工作船にとって、本型の高速性能と敏捷性は脅威となった。その後、老朽化に伴って、1993年までに運用を終了した。
韓国海軍を退役した後、1993年に12隻がフィリピン海軍に売却された。価格は1隻あたり100USドルという象徴的な設定であった。このうち2隻は部品取り用として用いられ、残る10隻が同年6月23日に再就役した。ただし老朽化に伴い、2012年には7隻が退役し、2013年現在で就役を継続しているのは3隻となっている。